# PAS 1045
Die PAS 1045, eine öffentlich verfügbare Spezifikation (PAS = Publicly Available Specification) des DIN Deutschen Instituts für Normung, beschreibt Inhalte von Weiterbildungsdatenbanken und definiert Formate zum elektronischen Austausch von Informationen über diese Inhalte.
Die Spezifikation ist primär für Weiterbildungsdatenbanken und -informationssysteme anwendbar, die über das Internet frei zugänglich sind und über Weiterbildungsanbieter und/oder Weiterbildungsangebote einer Region, eines oder mehrerer Themenbereiche oder Branchen oder bestimmter Typen informieren. Sie kann aber auch auf elektronische Kataloge bzw. Verzeichnisse einzelner Weiterbildungsanbieter angewendet werden.
Die Inhalte der PAS 1045 wurden in Zusammenarbeit des Projekts InfoWeb Weiterbildung – gefördert durch das Bundesministerium für Bildung und Forschung (BMBF) – mit zahlreichen Kooperationspartnern von Weiterbildungsdatenbanken und Weiterbildungsanbietern sowie Institutionen und Verbänden aus dem Bereich der Weiterbildung erarbeitet. Die Veröffentlichung der PAS im Herbst 2004 hat das Referat Entwicklungsbegleitende Normung im DIN Deutsches Institut für Normung e.V. betreut.
Die PAS umfasst:
- inhaltliche Mindeststandards und Erläuterungen für Informationsinhalte von Weiterbildungsdatenbanken und Anforderungen an die Auswahlmöglichkeiten,
- Empfehlungen für die Spezifikation universeller Datenaustauschformate auf der Basis des XML-De-facto-Industriestandards auf der Grundlage dieser Mindeststandards (DEfTIS – Data Exchange for Training Information Systems).

Seit der Veröffentlichung orientieren sich zahlreiche Weiterbildungsdatenbanken an den durch die PAS gesetzten Standards. Einzelne Elemente der PAS, insbesondere von DEfTIS, wurden inzwischen an praktische Erfordernisse und neuere Entwicklungen angepasst. Diese Änderungen sind in der Website zur PAS 1045 dokumentiert.